# Felser
Felser ist ein Ortsteil der Gemeinde Hellenthal im Kreis Euskirchen, Nordrhein-Westfalen. Der ehemalige Felserhof, der zur Herrschaft Wildenburg gehörte, ist in Felser aufgegangen.
Der ruhige und kleine Ortsteil liegt inmitten eines Waldes und hat keinen Durchgangsverkehr. Am nordwestlichen Ortsrand fließt der kleine Bünnbach, an dem auch die Landesstraße 203 entlangführt.
Der kleine Ort kam 1803 für kurze Zeit zur damals selbständig gewordenen Pfarrei Wildenburg, wurde dann aber Reifferscheid zugeordnet.
Die Einweihung einer Kapelle am 30. Mai 1992 war das Ergebnis einer beispiellosen unentgeltlichen Mitwirkung von Handwerkern, Künstlern und Bürgern unter der Leitung des Architekten Dipl. Ing. Karl-Josef Ernst aus Zülpich. Das reich gestaltete Portalgewände stammt aus der neuromanischen Kirche St. Nikolaus (Köln-Sülz). Die Fenster der Glasmalerei Oidtmann entwarf der Glaskünstler Paul Weigmann. Ein Kapellenfest findet jedes Jahr am letzten Wochenende im Mai statt.

Felser
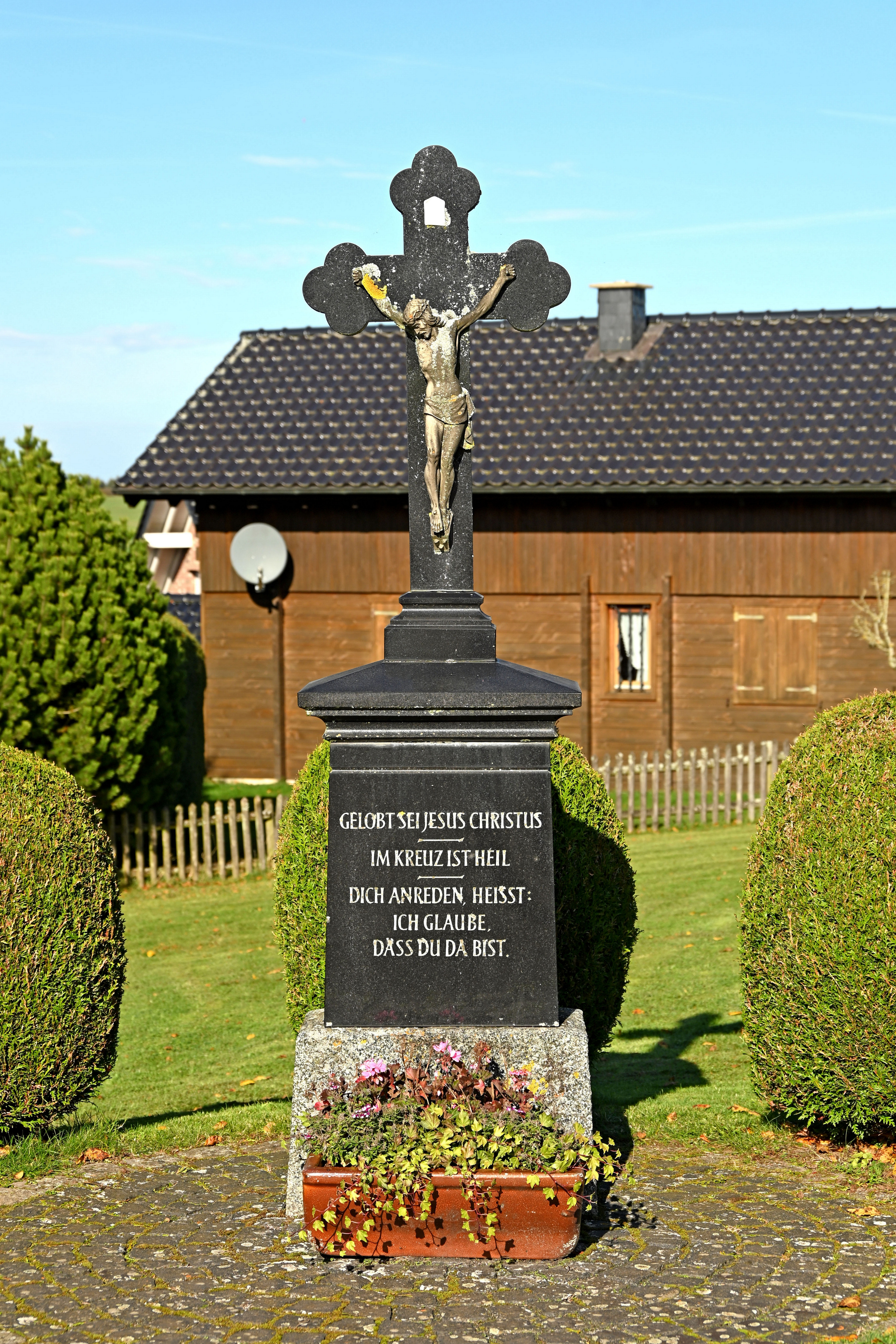
Dorfkreuz
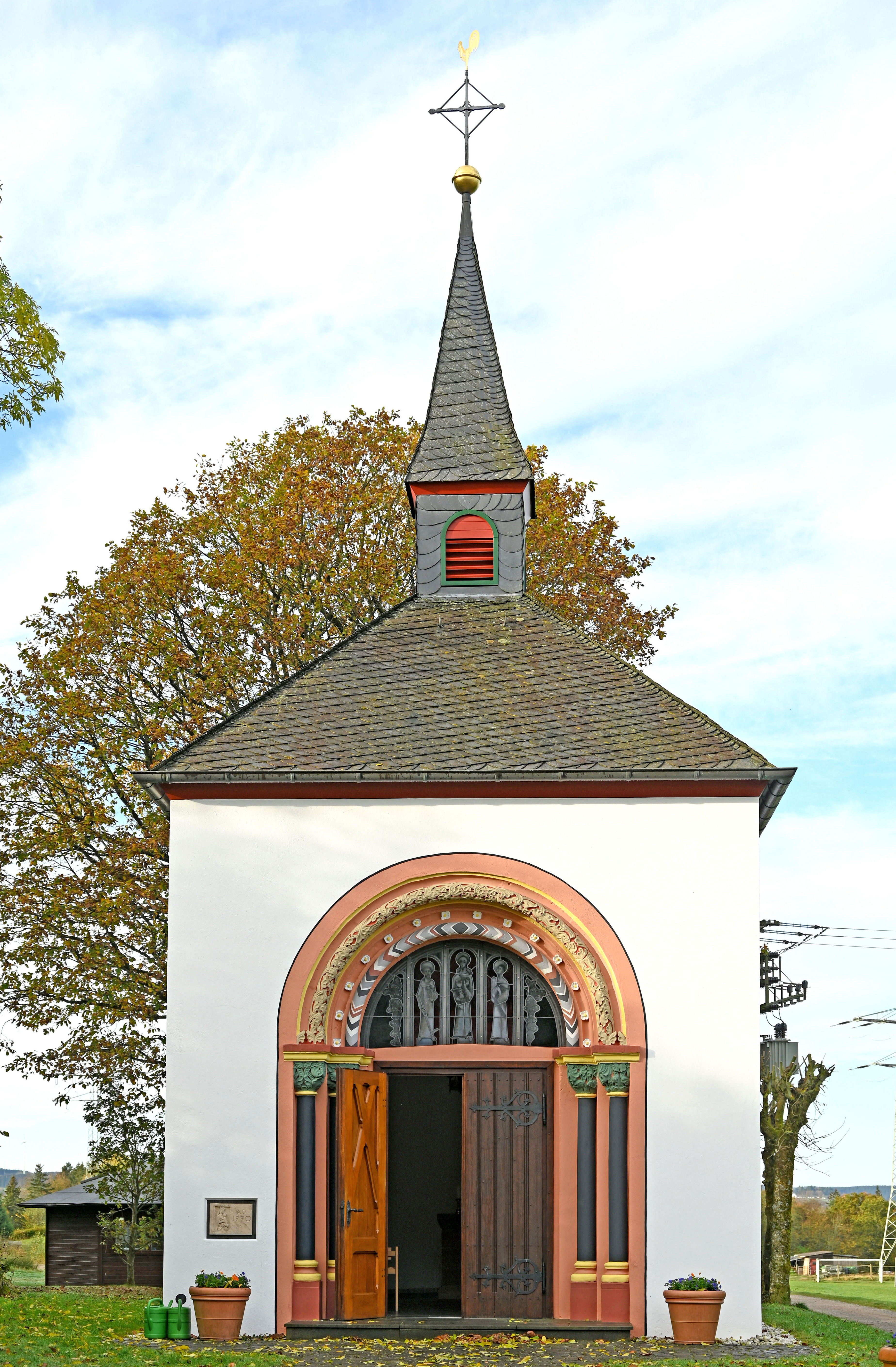
Kapelle
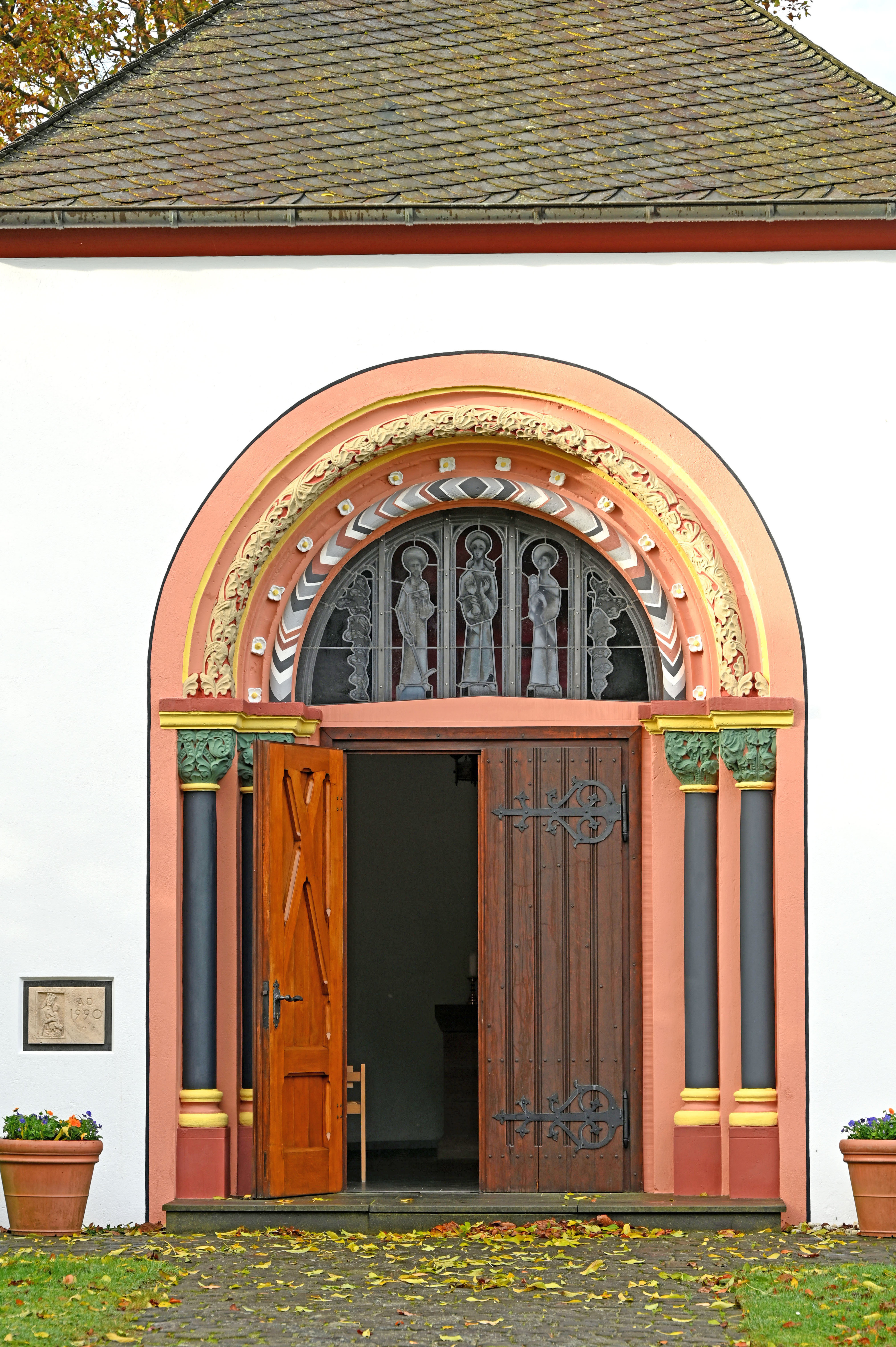
Portal
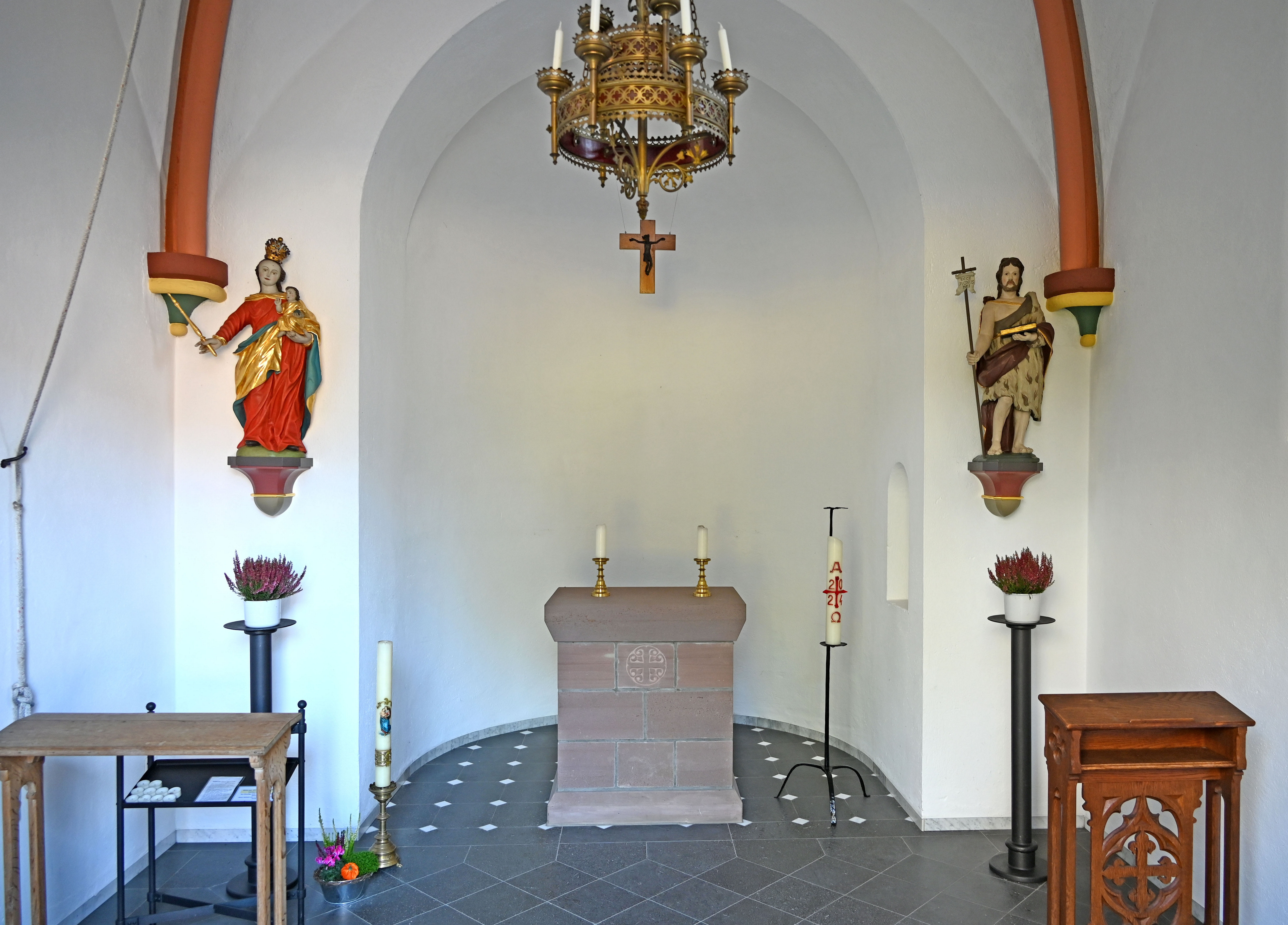
Innenraum
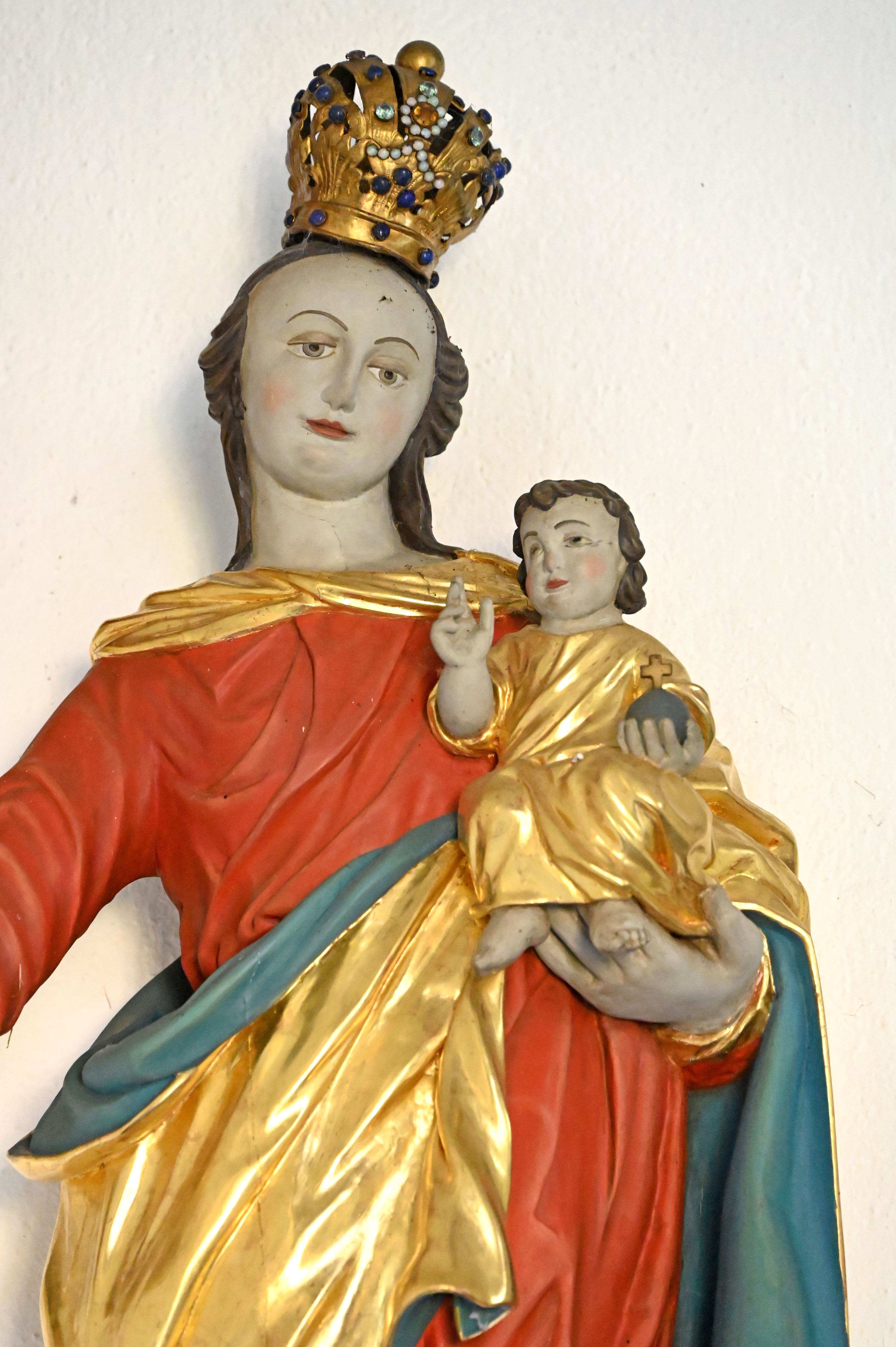
Maria Königin
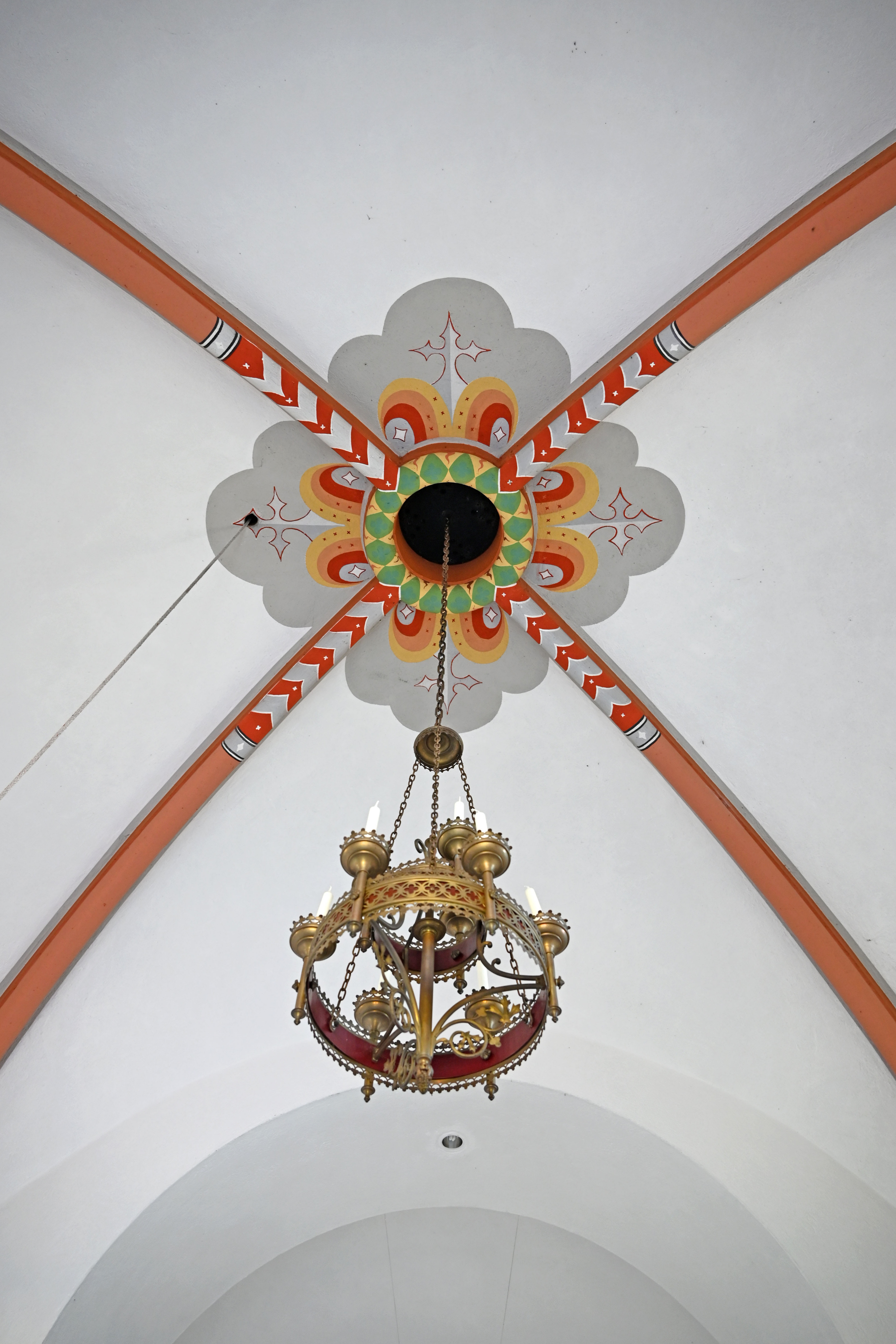
Gewölbe
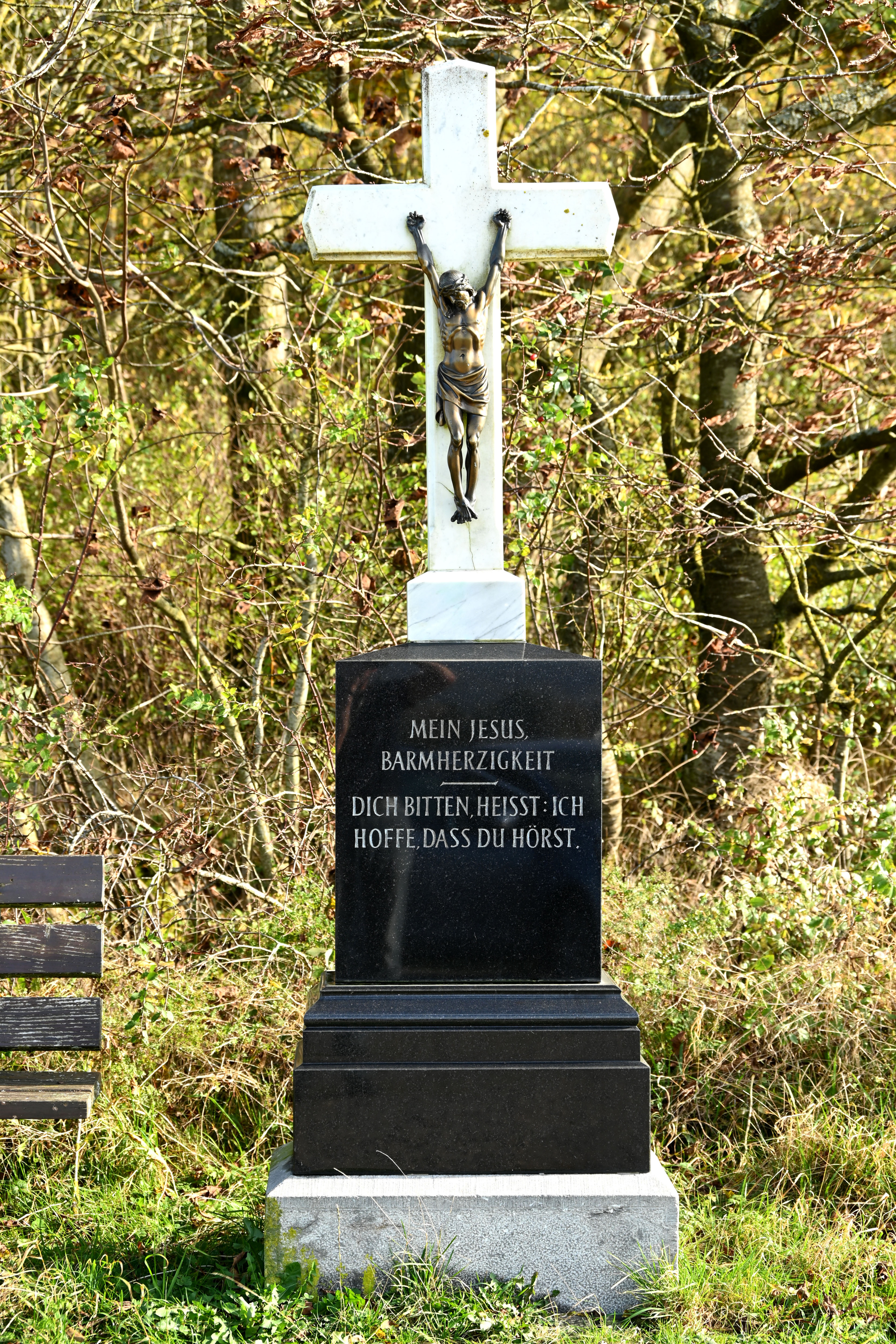
Wegekreuz

Die VRS-Buslinie 879 der RVK verbindet den Ort, ausschließlich als TaxiBusPlus nach Bedarf, mit seinen Nachbarorten und mit Hellenthal.
| Linie | Verlauf |
| ----- | --- |
| 879   | MiKE / AST-Verkehr: Wildgehege – (Hohenberg ←) Oleftalsperre – (Hohenberg →) Hellenthal – Blumenthal – Ingersberg – Eichen – Felser – Wollenberg |